# Louis Guillaume Le Monnier
Louis Guillaume Le Monnier (Parigi, 27 giugno 1717 – Versailles, 7 settembre 1799) è stato un naturalista, fisico e medico francese.

## Biografia
Nato a Parigi, figlio di Pierre Lemonnier e fratello minore di Pierre Charles Le Monnier il celebre astronomo, Louis Guillaume fu un uomo di scienza dalle vaste conoscenze e attività. Spaziò infatti dalla geologia alla botanica, dalla fisica (elettrologia) alla mineralogia, pur essendo sostanzialmente un medico.

Nel 1739 accompagnò la spedizione di César-François Cassini e Nicolas Louis de Lacaille per percorrere il meridiano di Parigi, e lungo il tragitto raccolse dati mineralogici, minerari, geologici e botanici. Nello stesso anno lavorò presso l'Ospedale "Saint Germain en Laye" come fisico. Fece infatti ricerche sui fenomeni elettrici, inviando una corrente da una Bottiglia di Leida attraverso un cavo lungo circa 1850 m e concludendo che l'elettricità si propagava "istantaneamente" nel cavo. Più tardi le sue ricerche  si spostarono all'esterno, per osservare i fenomeni elettrici nelle condizioni temporalesche e in quelle di tempo buono. 
Come suo padre e suo fratello divenne membro dell'"Accademia delle Scienze di Francia" il 3 luglio 1743, come botanico aggiunto, e fu ammesso alla Royal Society il 7 febbraio 1745. Un anno dopo, anche lui fu accolto nell'"Accademia prussiana delle Scienze".
Assieme a Jean-Claude Richard de Saint-Non fu tra i primi che organizzarono la collezione botanica di Luigi XV al Petit Trianon, una iniziativa rapidamente messa in atto da Bernard de Jussieu.
Nel 1759 fu nominato professore di botanica al Jardin du roi (divenuto poi Jardin des Plantes), incarico lasciato vacante l'anno prima dalla morte del fratello di Jussieu.
Nel 1770 divenne "Primo medico ordinario" e nel 1788 "Primo medico del Re". Negli anni, dunque, fu il medico personale sia di Luigi XV che di Luigi XVI.
Nel 1786 succedette a René Louiche Desfontaines come professore di botanica al Collegio di Francia, dove curò la formazione ed inviò in missione esplorativa numerosi botanici, fra cui André Michaux. Nel medesimo anno partecipò alla piantagione dei primi Pini silvestri sul massiccio di Fontainebleau.
Scrisse anche numerose voci dell'Enciclopedia di Diderot, fra cui: "Elettricità", "Magnete", "Magnetismo", "Ago magnetico" e varie altre. Dopo il 1759, tuttavia, smise di scrivere.
Sua amante fu Marie Louise de Rohan (detta Madame de Marsan), futura istitutrice dei figli del re, e quindi di Luigi XVI.

## Pubblicazioni principali
- Leçons de physique expérimentale sur l'équilibre des liqueurs et sur la nature et les propriétés de l'air, traduites de l'anglais de M.R. Cotes. 1742.
- Observations d'histoire naturelle faites dans les provinces méridionales da la France pendant l'année 1739. 1740.
- Recherches sur la Communication de l'Eléctricité. 1746.
- Observations sur l'Eléctricité de l'Air. 1752.